# Giampiero Boniperti
Giampiero Boniperti (Barengo, 4 juli 1928 – Turijn, 18 juni 2021) was een Italiaans voetballer en Europarlementariër.

## Carrière
Zijn gehele carrière voetbalde Boniperti bij Juventus FC. Hij was meer dan veertig jaar clubtopscorer, tot Alessandro Del Piero dat record in 2006 verbrak. In maart 2004 werd Boniperti door Pelé verkozen in de lijst van 125 beste nog levende voetballers. Naast zijn clubcarrière speelde Boniperti 38 interlands voor Italië. 
Vlak na zijn spelerscarrière kreeg Boniperti van de Agnelli-clan het aanbod om clubpresident te worden, een rol die hij tussen 1971 en 1990 vervulde. Onder zijn leiding veroverde Juventus zestien prijzen, waaronder de Europacup I en de wereldbeker voor clubs. Later werd Boniperti benoemd tot erevoorzitter en bleef hij tot zijn dood betrokken bij de club.
Tussen 1994 en 1999 was hij Europarlementariër namens Forza Italia, de oude partij van Silvio Berlusconi.
Boniperti overleed op 92-jarige leeftijd aan hartfalen.

## Erelijst
Met Juventus:
- Serie A: 1949/50, 1951/52, 1957/58, 1959/60, 1960/61
- Coppa Italia: 1958/59, 1959/60

Persoonlijke prijs:
- Topscorer Serie A: 1947/48